# Flottsundskyrkan
Flottsundskyrkan, byggd 1919, är en frikyrka i Sunnersta, Uppsala och tillhör Missionskyrkan som är ansluten till samfundet Equmeniakyrkan.
Kyrkan är belägen på Granebergsvägen 6.

## Orgel
Den nuvarande orgeln flyttades till kyrkan 1985. Den köptes in av församlingen redan 1973 och har stått på olika platser sedan dess. Den är mekanisk och byggd av Grönlunds Orgelbyggeri AB, Gammelstaden.
| Manual       | Pedal      | Koppel  |
| Gedackt 8'   | Subbas 16' | Man/Ped |
| Principal 4' |            |         |
| Rörflöjt 4'  |            |         |
| Waldflöjt 2' |            |         |
| Scharff II   |            |         |

## Bildgalleri

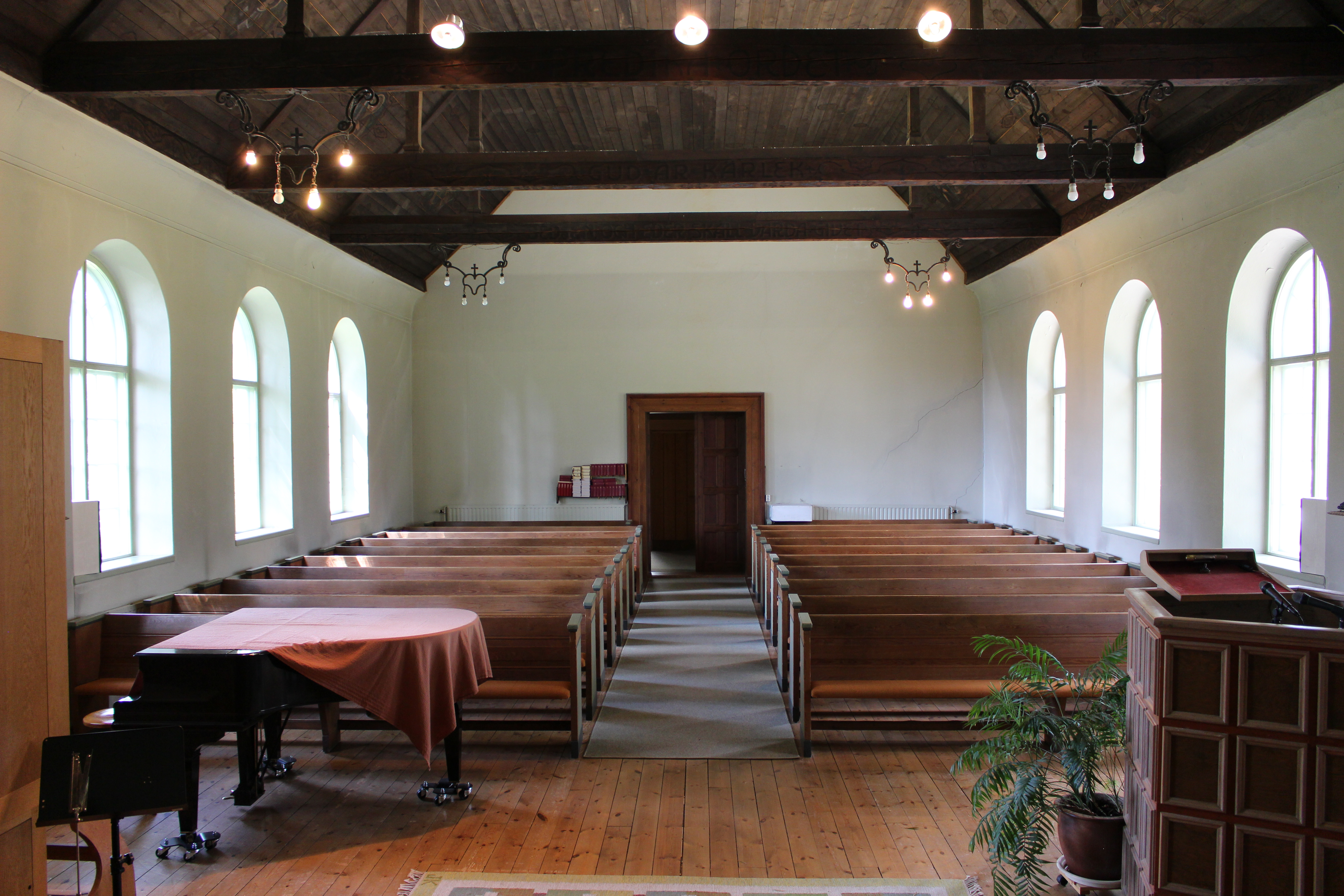
Kyrkorum mot ingång
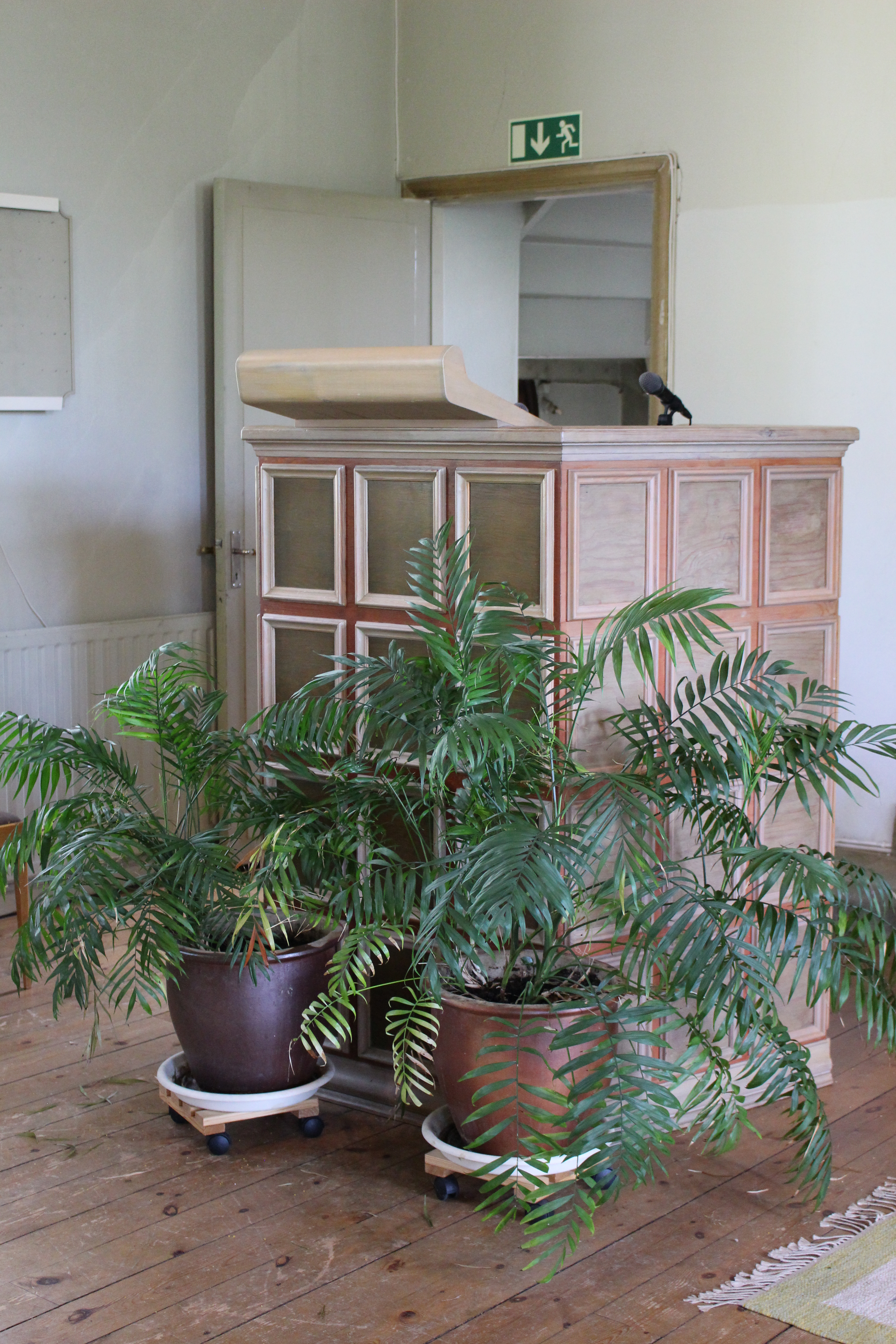
Predikstol
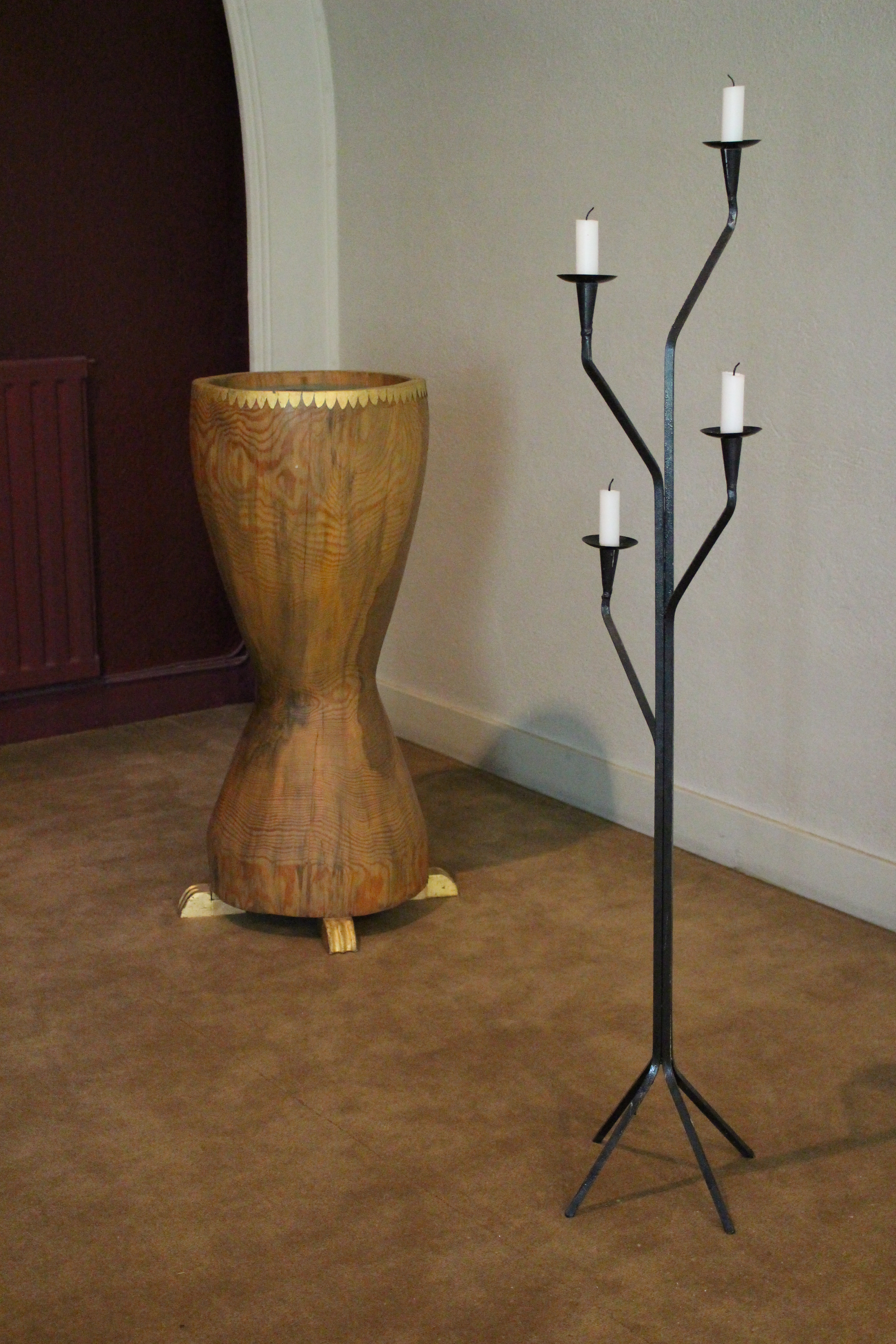
Dopplats
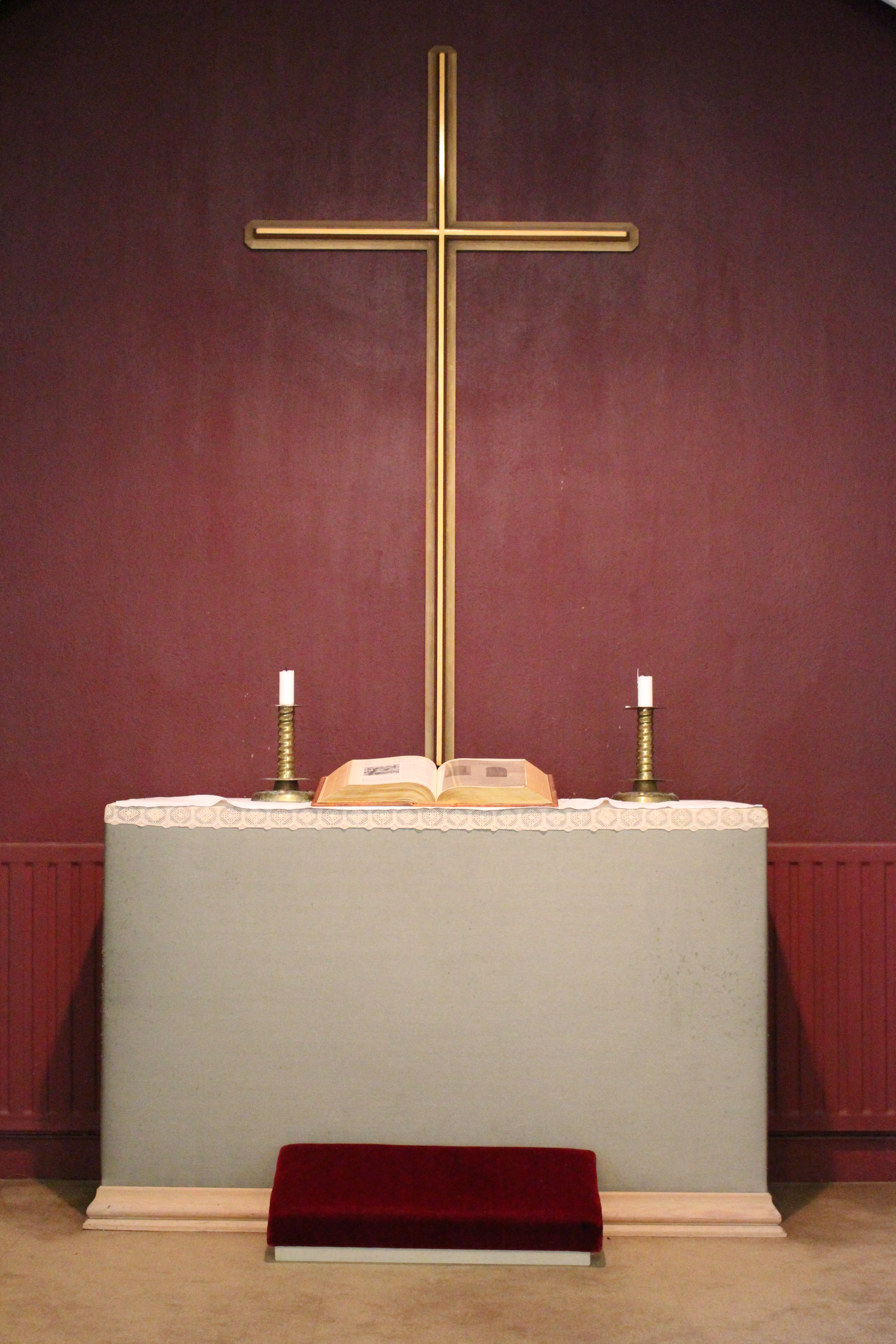
Altare
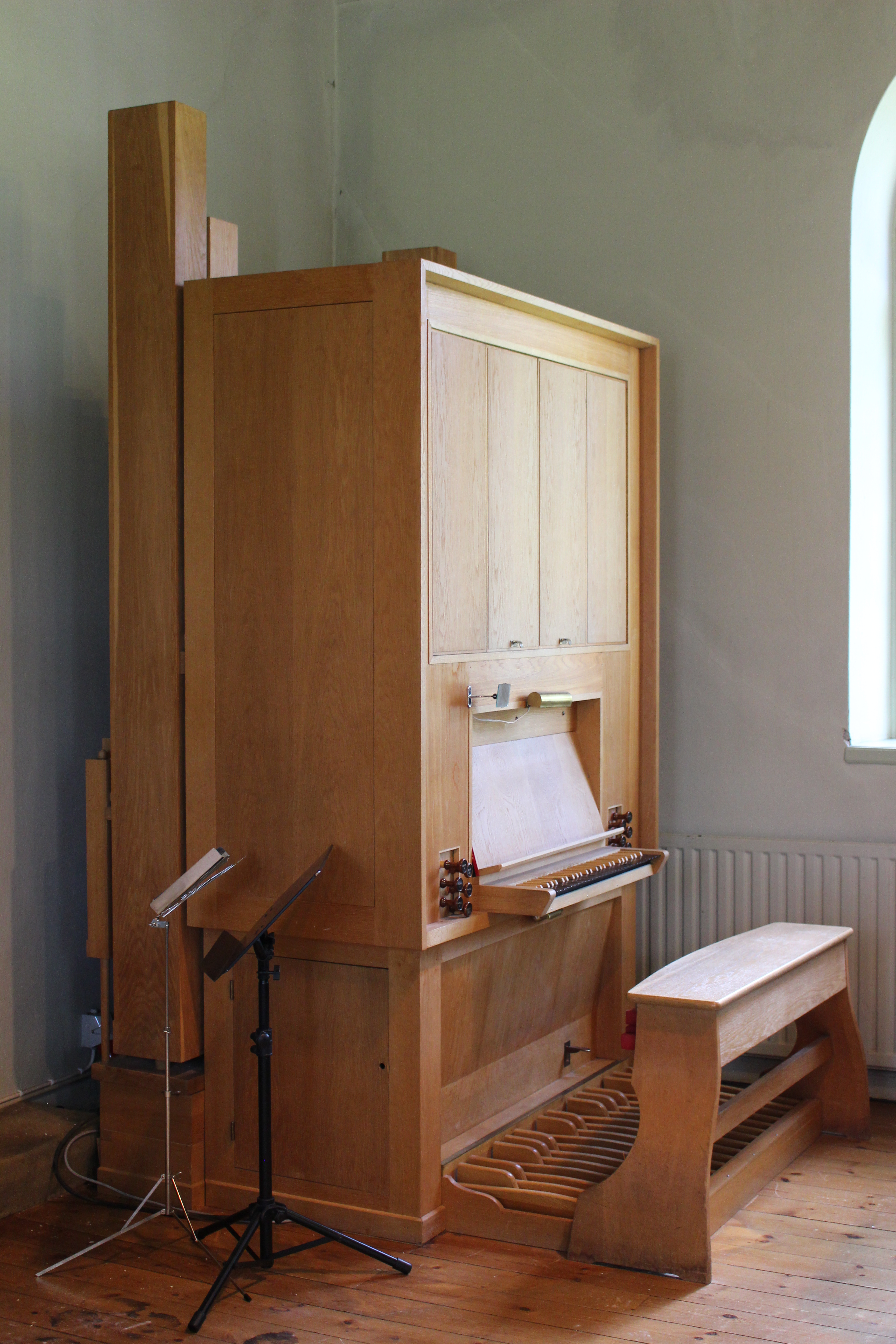
Orgel
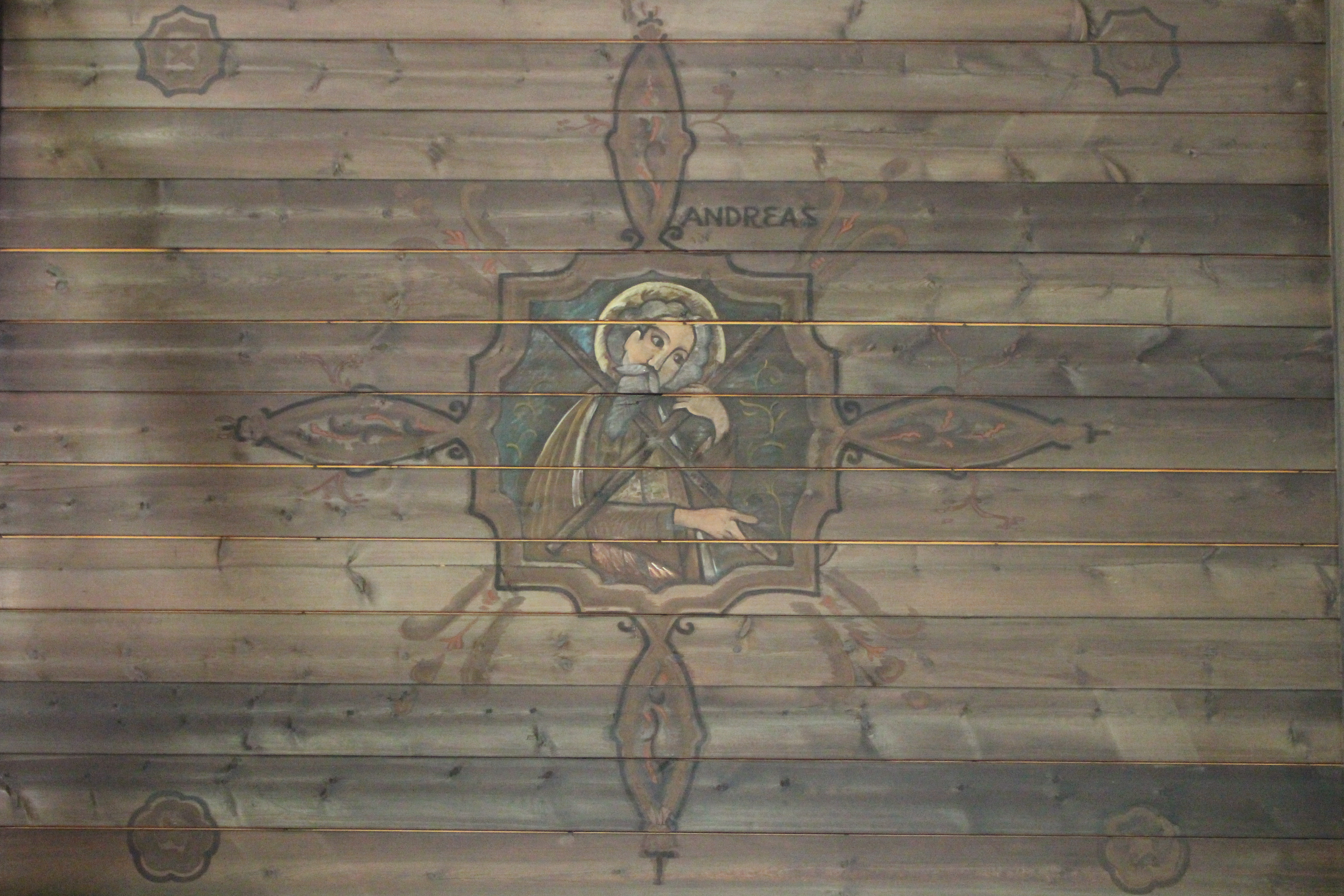
Målning på innertaket föreställande aposteln Andreas
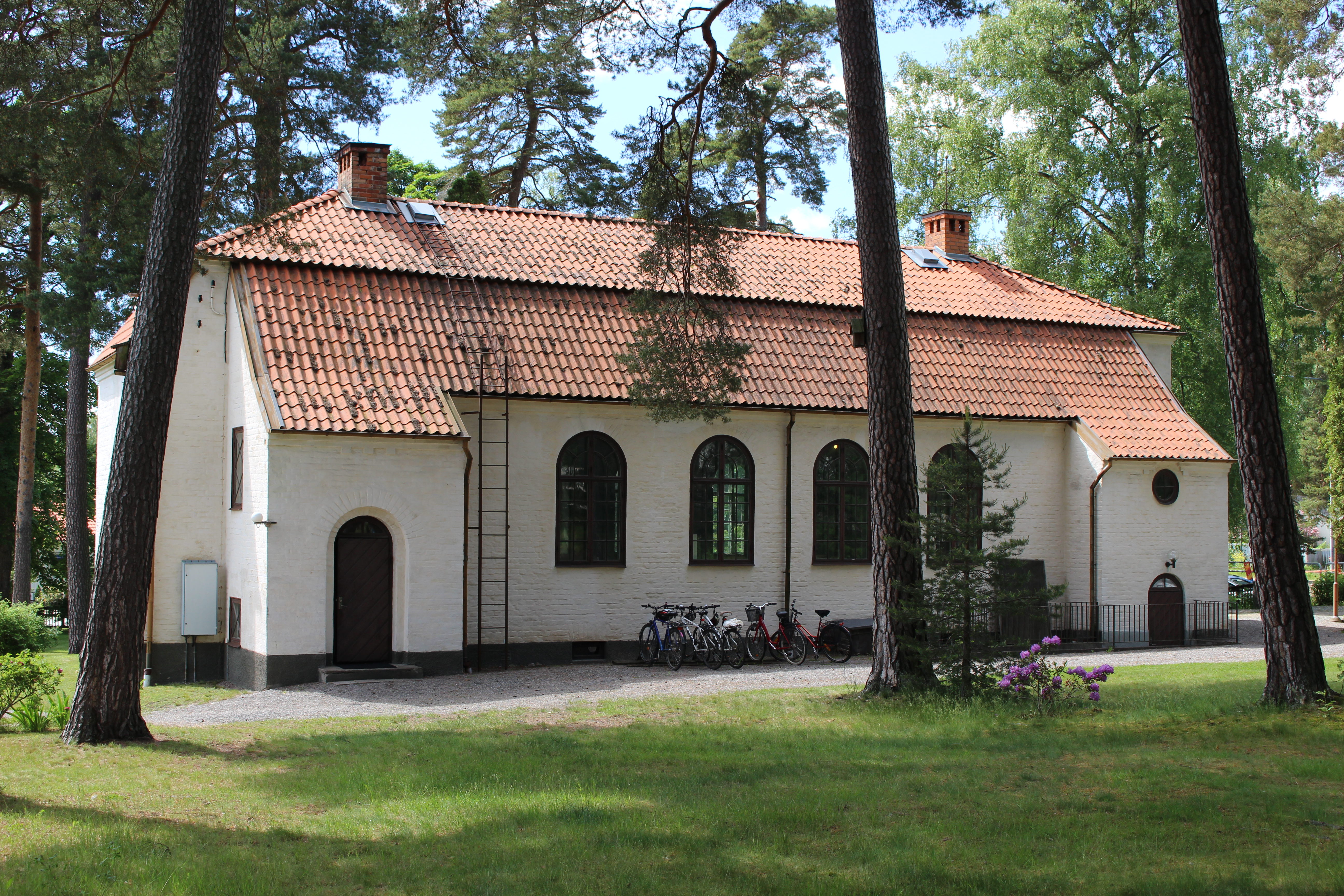
Vy från nordost
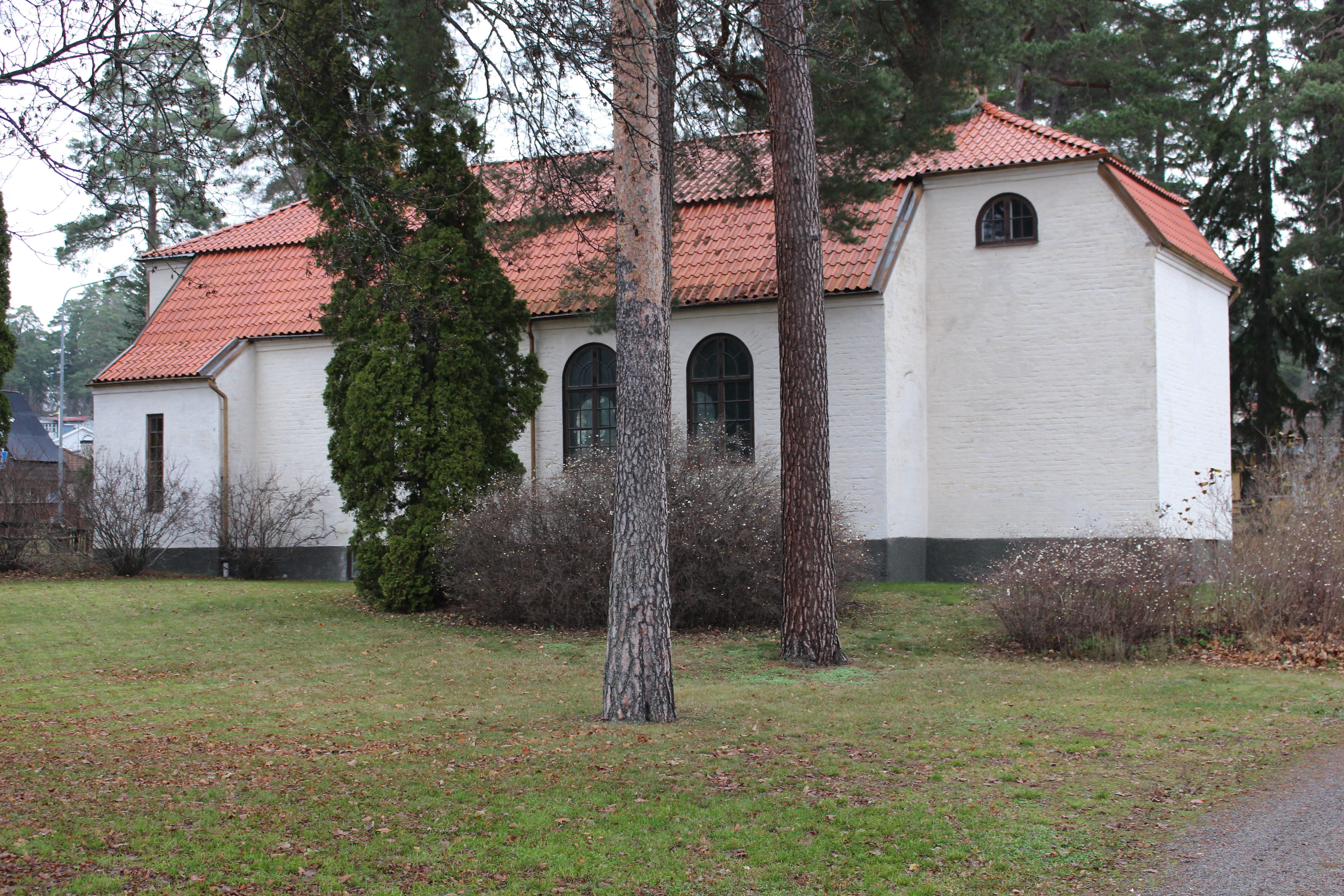
Vy från sydväst
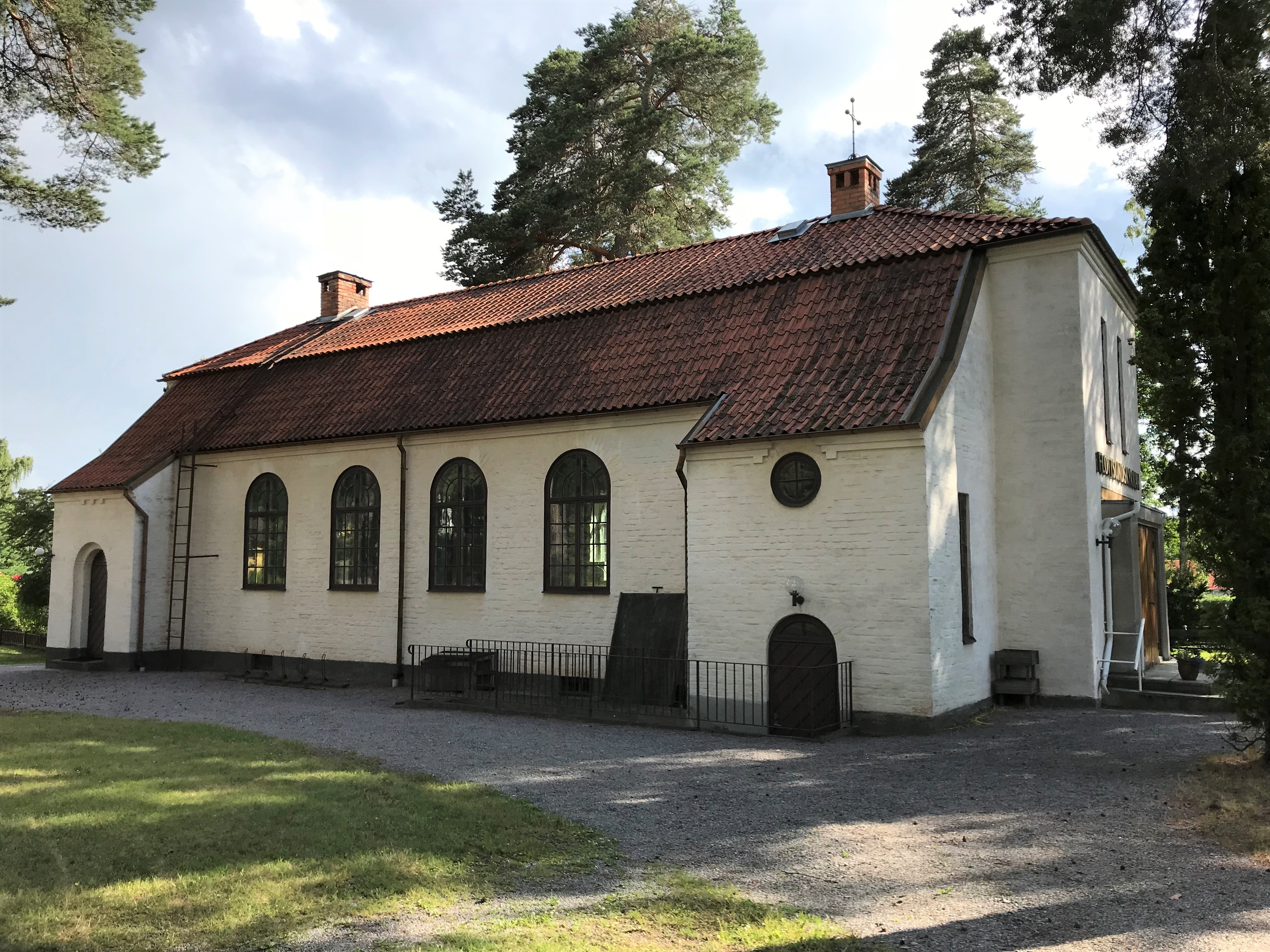
Vy från norr